# Gammakamera

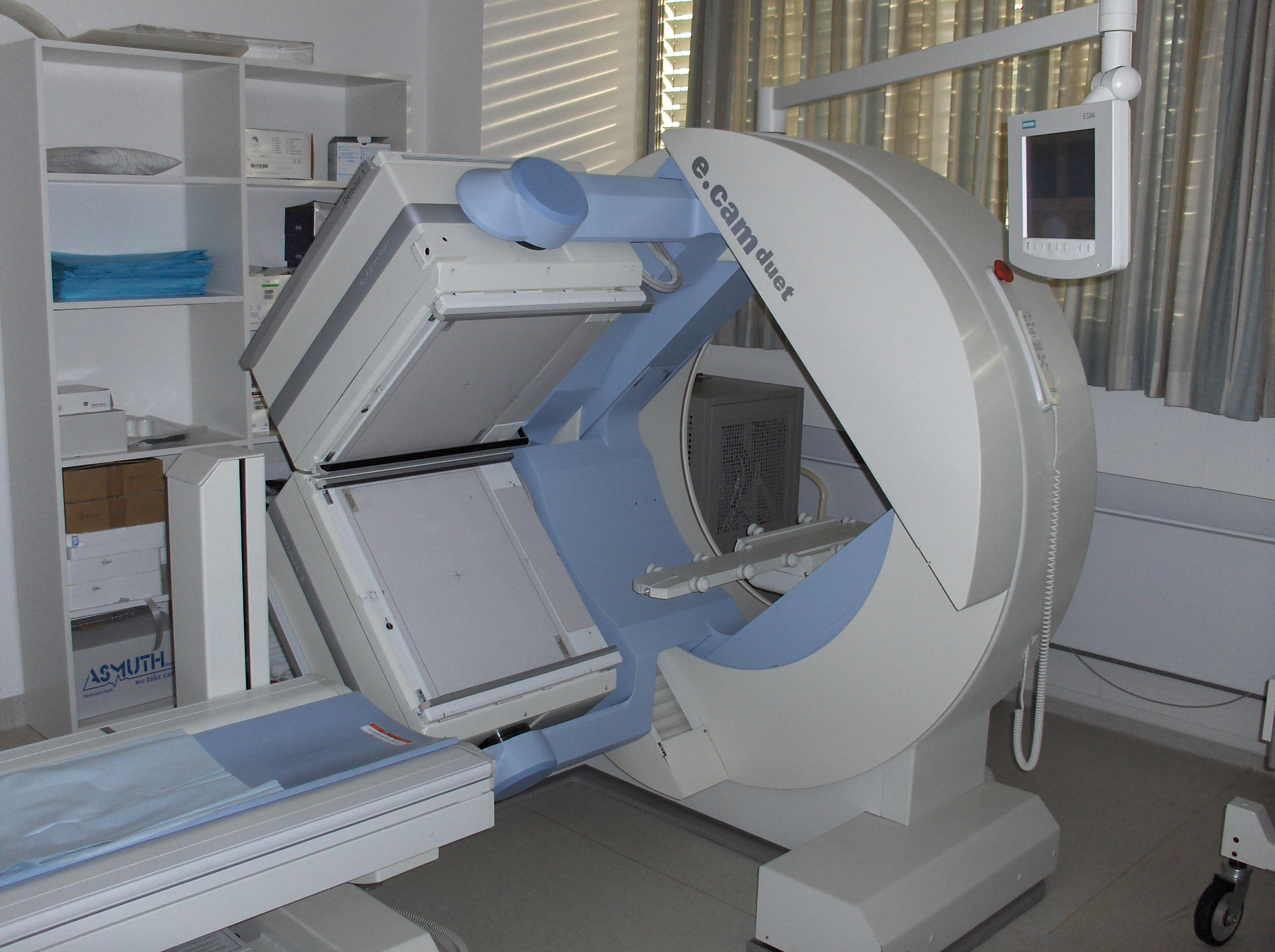
Gammakamera firmy Siemens Medical Solutions Group

Gammakamera (inaczej kamera gamma lub kamera scyntygraficzna) – w scyntygrafii to urządzenie diagnostyczne do badań narządów, w których nagromadzony jest radioizotop. Wyposażony jest on w detektor o dużym polu widzenia. W detektorze znajduje się kryształ scyntylacyjny, który pod wpływem promieniowania jonizującego (najczęściej gamma) emituje błyski świetlne (scyntylacje).
Na powierzchni kryształu umieszczonych jest od 20 do 120 powielaczy fotoelektronowych, w zależności od pola widzenia i typu aparatu. Im dany fotopowielacz znajduje się dalej od miejsca wystąpienia scyntylacji, tym słabszy powstaje impuls elektryczny (mniejsza amplituda). Sygnały ze wszystkich powielaczy są przekazywane do macierzy kodującej pozycję i po odpowiedniej selekcji odtworzone na ekranie lampy oscyloskopowej. W ten sposób następuje odwzorowanie rozmieszczenia radioznacznika w ustroju w postaci rzutu na płaszczyznę. Przed kryształem znajduje się dodatkowo kolimator, który przepuszcza jedynie promienie prostopadłe do powierzchni kryształu.
Aby otrzymane scyntygramy były ostre i czytelne, a wyniki badań nie budziły wątpliwości, grubość kryształu musi być niewielka (ok. 1,5 cm). Natomiast, żeby w tak cienkim krysztale efektywność rejestracji energii była maksymalna, należy odpowiednio dobrać radioizotop pod kątem ilości emitowanej energii, najlepiej nadaje się do tego 99mTc.